# 新阿什福德 (麻薩諸塞州)
新阿什福德（英語：New Ashford）是一個位於美國麻薩諸塞州伯克夏縣的鎮。

## 人口
根據2020年美國人口普查的數據，新阿什福德的面積為34.91平方千米，當中陸地面積為34.87平方千米，而水域面積為0.04平方千米。當地共有人口250人，而人口密度為每平方千米7人。